# Kjell Lindgren
Kjell Norwood Lindgren (ur. 23 stycznia 1973 w Tajpej) – amerykański astronauta.

## Życiorys
W 1996 ukończył studia medyczne na Colorado State University ze specjalnością chirurg sercowo-naczyniowy, a w 2002 studia podyplomowe w University of Colorado School of Medicine, w 2006 uzyskał dyplom magistra informatyki medycznej na Uniwersytecie Minnesoty.
29 czerwca 2009 został wybrany przez NASA kandydatem na astronautę, później przechodził szkolenie na inżyniera pokładowego.
Od 22 lipca do 11 grudnia 2015 uczestniczył w misji Sojuz TMA-17M i uczestniczył w Ekspedycji 44 i 45 na Międzynarodową Stację Kosmiczną (ISS). Spędził wówczas 141 dni w kosmosie i odbył spacery kosmiczne, które trwały łączenie 15 godzin i 5 minuty.
Drugi lot w kosmos odbył statkiem SpaceX 27 kwietnia 2022. Uczestniczył wówczas w Ekspedycji 67 na ISS. Planowany powrót na Ziemię we wrześniu 2022.
Stowarzyszenie Uczestników Lotów Kosmicznych (Association of Space Explorers) przyznało mu Universal Astronaut Insignia za lot orbitalny (nr 540).